# Amel Rustemoski
Amel Rustemoski (mazedonisch Амел Рустемоски; * 6. Juli 2000 in Baden AG) ist ein nordmazedonisch-schweizerischer Fussballspieler.

## Karriere

### Verein
Rustemoski spielte in seiner Jugend in der Jugendabteilung des FCZ und später bei den Grasshoppers. Ab 2018 spielte er für die zweite Mannschaft der Hoppers in der dritthöchsten Liga und debütierte 2019 erstmals in der ersten Mannschaft. Mit den Hoppers stieg Rustemoski schliesslich in die zweithöchste Liga ab. Im Juli 2020 mussten die Grasshoppers wegen eines positiven Coronatests bei Rustemoski kurzfristig eine Partie gegen den FC Wil absagen. Im September 2020 wurde Rustemoski an den SC Kriens ausgeliehen. Danach wurde er zu Jahresende 2020 vereinslos und hielt sich beim FC Wil fit. Bei den Wilern unterschrieb er in der Sommerpause 2021 einen Zweijahresvertrag bis Sommer 2023. Sein Debüt bei den Äbtestädtern feierte er am 25. Juli 2021 beim Auswärtsspiel gegen Winterthur. Er wurde in der 67. Minute eingewechselt und konnte die 3:1-Niederlage nicht abwenden. Im Sommer 2022 wechselte Rustemoski zum FC Schaffhausen. Nachdem sein Vertrag bei Schaffhausen im Sommer 2023 ausgelaufen war, schloss er sich im Januar 2024 dem FC Langenthal (1. Liga) an. Im September 2024 sorgte er für Aufsehen, als er bereits in der zweiten Spielminute das entscheidende 1:0 im Cup-Achtelfinal gegen den oberklassigen FC Stade Lausanne-Ouchy erzielte.

### Nationalmannschaft
Rustemoski spielte als Doppelbürger für Nachwuchsmannschaften der Schweiz und Nordmazedonien. Zuletzt stand er bis 2022 im Kader der U-21 Nordmazedoniens.